# Archeohomaloplia abbreviata
Archeohomaloplia abbreviata är en skalbaggsart som beskrevs av Leon Fairmaire 1897. Archeohomaloplia abbreviata ingår i släktet Archeohomaloplia och familjen Melolonthidae. Inga underarter finns listade.